# 민주주의와 경제 발전을 위한 구암 기구
민주주의와 경제 발전을 위한 구암 기구(영어: GUAM Organization for Democracy and Economic Development) 또는 구암(영어: GUAM, 조지아어: სუამი, 우크라이나어: ГУАМ, 아제르바이잔어: GUAM, 루마니아어: GUAM)은 구소련 공화국의 지역 협력체이다. 조지아와 우크라이나, 아제르바이잔과 몰도바 4개국이 회원국으로 참여하고 있으며 본부는 우크라이나 키예프에 있다.
1997년 10월 10일 조지아와 우크라이나, 아제르바이잔과 몰도바 4개국이 러시아의 영향력에서 벗어나기 위해 창설되었으며 "구암"(GUAM)이라는 이름은 이들 국가의 머리글자를 따서 붙여진 이름이다. 1999년 우즈베키스탄이 가입하면서 기구 이름도 "구암"(GUUAM)으로 바뀌었지만 2005년 우즈베키스탄이 구암을 탈퇴하면서 기구 이름도 원래 이름으로 바뀌었다. 구암 기구는 2001년 6월에 열린 정상회의에서 민주주의 가치 증진, 안정적인 경제 발전, 지역 안보 및 국제 안보 강화, 유럽 통합 강화를 주요 내용으로 하는 구암 기구 헌장을 채택했다.

## 회원국
- 현재 회원국
  -  조지아 (1997년 가입)
  -  우크라이나 (1997년 가입)
  -  아제르바이잔 (1997년 가입)
  -  몰도바 (1997년 가입)

- 이전 회원국
  -  우즈베키스탄 (1999년 가입, 2005년 탈퇴)

- 준회원국
  -  튀르키예
  -  라트비아
  -  리투아니아

## 사진

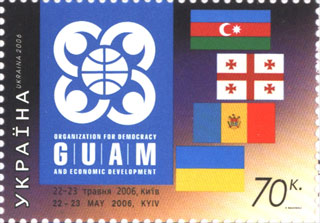
2006년 5월 22일부터 5월 23일까지 우크라이나 키예프에서 열린 구암 기구 정상회의를 기념하기 위해 발행한 우크라이나 우표

## 같이 보기
- 독립 국가 연합
- 집단 안보 조약 기구